# Blumenberg (Eichstätt)
Blumenberg ist ein Ortsteil der Stadt Eichstätt im oberbayerischen Landkreis Eichstätt.

## Lage
Das Dorf Blumenberg liegt am und auf dem rechten Talhang der Altmühl bei Marienstein auf der Gemarkung Marienstein.

## Geschichte
Von Böhming herkommend führte eine Römerstraße vom Tal aus den Blumenberg hinauf und weiter über Wemding nach Nördlingen. Deren Streckenführung war noch bis weit in das 18. Jahrhundert hinein von Bedeutung, denn diese Straße war die einzige, die von Eichstätt hinauf auf die Jurahöhe ging. Eine Grenzsäule von 1600 steht dort, wo die alte (und jetzige) Straße die Höhe erreicht. Sie zeigt auf der Vorderseite das Hochstiftswappen, auf der Rückseite das Wappen des damaligen Fürstbischofs Johann Konrad von Gemmingen.
Im Mittelalter gab es einen „Plumenhof“, der im 15. Jahrhundert öd lag und schließlich abgegangen ist. 1415 verkaufte ihn die Eichstätter Bürgerin Agnes Gewinnlin an das Kloster Rebdorf. 1451 ist vom „Plumenberg“ die Rede; hier verlief die Waldgrenze zwischen dem Kloster Rebdorf und der Stadt Eichstätt. 1469 tauschte der Eichstätter Fürstbischof Wilhelm von Reichenau vom Kloster Rebdorf den Burgstall und das Dorf Raitenbuch gegen den Drittelzehent auf dem „Plumenberg“ ein. Im gleichen Jahr kaufte das Kloster ein „Gütlein“ auf dem „Bluemenberg“ vom domkapitelschen Neustift „Unsere Liebe Frau“ in Eichstätt. Im Dreißigjährigen Krieg erschienen am 14. Juni 1633 die Schweden auf ihrem Zug nach Nürnberg auf dem Blumenberg und erpressten von der Stadt Eichstätt 90 000 Gulden „Brandsteuer“.
Eine Neuansiedelung erfolgte zwischen 1830 und 1836 durch einen Steinbruchbesitzer, der auf dem Blumenberg bei seinem Steinbruch ein Haus errichtete, in dem 1836 drei Personen wohnten. Es entstanden weitere Häuser, vermehrt seit der Mitte des 20. Jahrhunderts; 1950 gab es dort acht Wohngebäude mit 49 Einwohnern, 1961 17 Wohngebäude mit 97 Einwohnern und 1983 230 Einwohner. 1877 wurde im Dörrschen Steinbruch ein vollständiges Exemplar des Urvogels „Archaeopteryx“ gefunden, das im Naturkundemuseum Berlin ausgestellt ist. Blumenberg wurde der Gemeinde Marienstein zugeordnet und kam mit dieser Gemeinde im Zuge der Gebietsreform in Bayern am 1. Januar 1974 zur Großen Kreisstadt Eichstätt. In den 1980er Jahren gab es im Ortsteil zwei landwirtschaftliche Vollerwerbsbetriebe, einen Handwerksbetrieb, vier Plattenbrüche und einen Naturstein-Industriebetrieb.

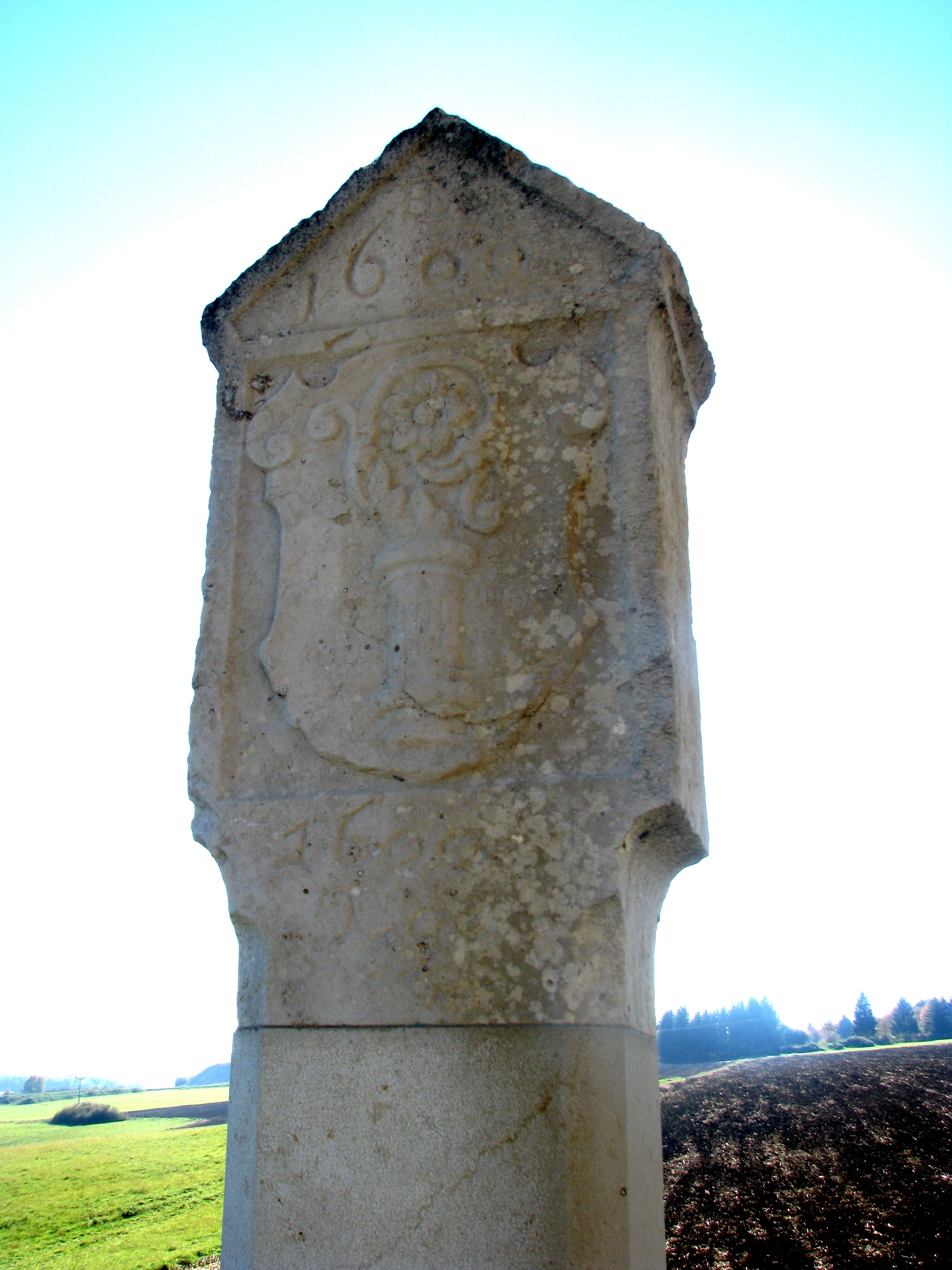
Grenzsäule von 1600

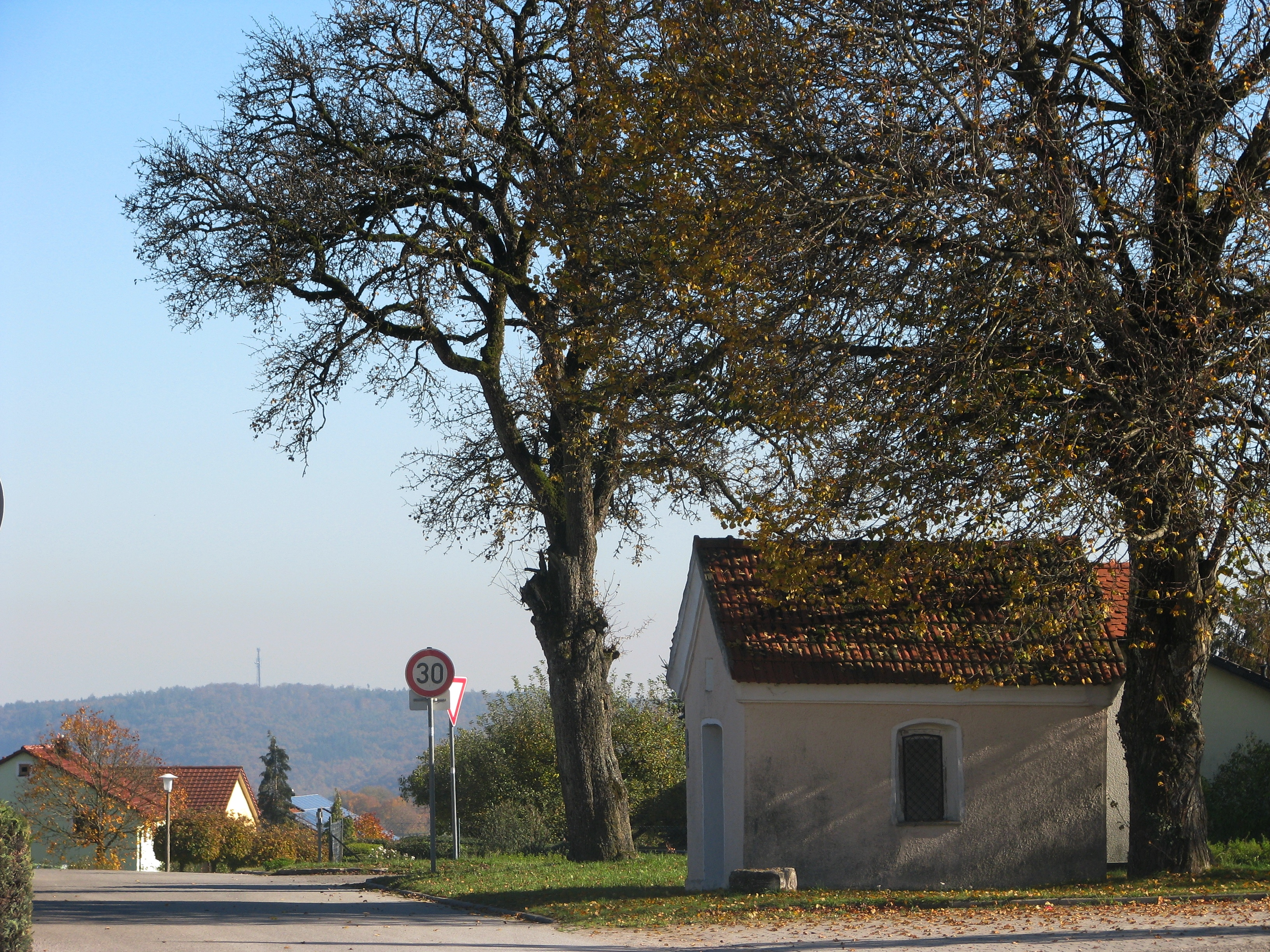
Kapelle von 1876

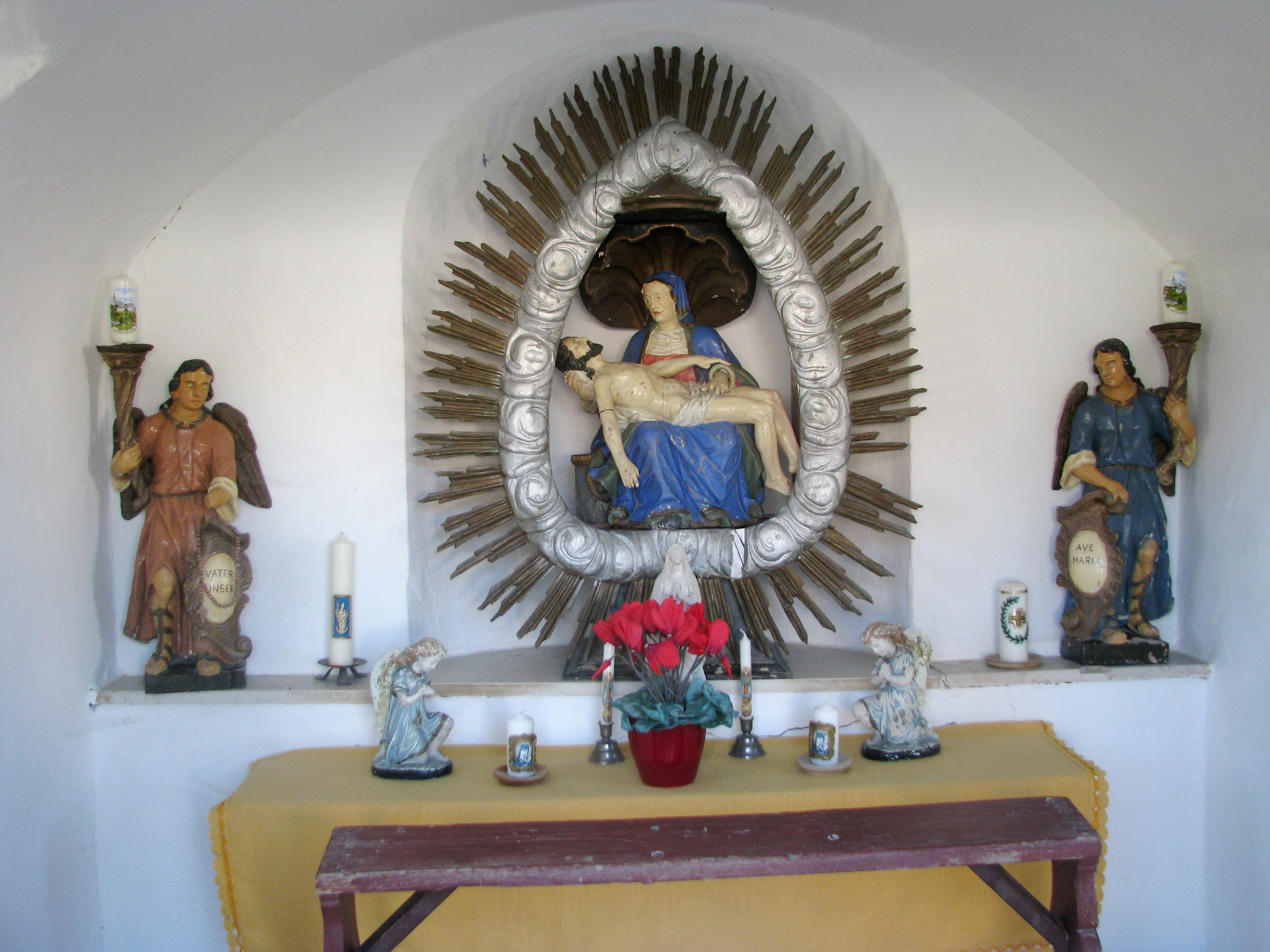
Blick in die Kapelle

## Baudenkmäler
- Grenzsäule von 1606 an der Willibaldstraße.
- Kapelle, 1876 vom Steinbruchbesitzer Johann Dörr und seiner Gattin Barbara erbaut.[13] Mit Pietà im Strahlenkranz.

## Einwohnerentwicklung
- 1836: 3 (1 Haus)[9]
- 1846: 4 (1 Haus, 1 Familie)[14]
- 1871: 6 (1 Haus)[15]
- 1900: 11 (2 Wohngebäude)[16]
- 1937: 44[17]
- 1950: 49 (8 Wohngebäude)[10]
- 1961: 97 (17 Wohngebäude)[11]
- 1973: 115[18]
- 1983: 230[18]
- 1987: 198 (27 Wohngebäude mit 50 Wohnungen)[19]

## Verkehrsanbindung
Blumenberg ist zwischen Eichstätt und Marienstein über die Blumenberger Straße zu erreichen. Auf der Jurahöhe führen Straßen vom Schernfelder Ortsteil Wegscheid und – vom Altmühltal heraufkommend – die von der Rebdorfer Straße abzweigende Weinleite (Kinderdorfstraße) zum Ortsteil Blumenberg.